# La hija del mariachi (telenovela de 2025)
La hija del mariachi es una telenovela colombiana del 2025, producida por Canal RCN. Es un remake de la telenovela homónima que fue emitida entre 2006 y 2008, creada por Mónica Agudelo.
Está protagonizada por Essined Aponte y Roberto Romano, junto a un extenso reparto coral. La telenovela se estrenó el 11 de junio de 2025.

## Sinopsis
La hija del mariachi narra la historia de amor entre Rosario (Essined Aponte), una talentosa cantante de mariachi colombiana, y Emiliano (Roberto Romano), un empresario mexicano que tras huir de su país busca refugio en Colombia, y termina encontrando una nueva oportunidad de vida en Plaza Garibaldi, un bar de mariachis.

## Reparto
- Essined Aponte como Rosario Guerrero / Lucero de México
- Roberto Romano como Emiliano Sánchez Gallardo / Francisco Lara
- Brian Moreno como Manuel Rondón "El Coloso de Jalisco"
- Marcela Gallego como Raquel Santana Vda. de Guerrero
- Ilenia Antonini como Ivel Burgos
- Francisco Avendaño como Eduardo Sánchez Gallardo
- Vanessa Silva como Cristina Sánchez Gallardo
- Ignacio Riva como Miguel Corona
- Tommy Vásquez como Chile Bazán
- Sofía Lama como Guadalupe Morales
- Julián Trujillo como Gregorio Bernal
- Tuto Patiño como Fernando Molina "El Mil amores"
- Santana Rosa como Katia Mora
- Ramsés Ramos como Sigifredo
- Juan Cruz como Mañanitas
- Denia Agalianou como Miranda

## Producción
En agosto de 2024, se informó que RCN Televisión estaba desarrollando un remake de La hija del mariachi. El 3 de diciembre de 2024, se anunciaron a Essined Aponte y Roberto Romano en los papeles principales. El 24 de diciembre de 2024, RCN anunció oficialmente el remake. La filmación de la telenovela comenzó en enero de 2025. El elenco principal fue anunciado el 3 de abril de 2025.